# Али, Хайдер
Хайдер Али (англ. Haider Ali, род. 12 ноября 1979 года в Кветте) — пакистанский боксёр, участник Игр Содружества в Манчестере в 2002 году. Выступал в супер-лёгком весе (до 59 кг).

## Биография
Хайдер Али завоевал золотую медаль в 2002 году на Играх Содружества в Манчестере, выступал за Пакистан. После соревнований получил предложение переехать жить в Великобританию.
В настоящее время живёт в Лондоне, имеет гражданство Великобритании.